# Sangue del mio sangue (film 2015)
Sangue del mio sangue è un film del 2015 diretto da Marco Bellocchio.
Il film ha come interpreti principali Pier Giorgio Bellocchio, Lidija Liberman e Roberto Herlitzka. È stato presentato in concorso alla 72ª Mostra internazionale d'arte cinematografica di Venezia. Il film riceve il Premio FIPRESCI della critica internazionale.

## Trama
Convento delle Clarisse di Bobbio, XVII secolo. Federico Mai, giovane uomo d’armi viene spinto dalla madre a recarsi nella prigione convento di Bobbio dove suor Benedetta è accusata di stregoneria per aver sedotto Fabrizio, fratello gemello di Federico, e averlo indotto a tradire la sua missione sacerdotale ed al suicidio nelle acque del fiume Trebbia. La madre preme affinché Federico riabiliti la memoria del gemello e possa avere degna sepoltura, ma anche lui viene incantato da Benedetta che sarà condannata alla prigione perpetua e murata viva. Ma Federico, trent’anni dopo, diventato cardinale, incontrerà nuovamente Benedetta, ancora rinchiusa in quelle mura.
Ai giorni nostri, bussa a quel portone del convento, trasformato poi in prigione e apparentemente abbandonato, Federico Mai, sedicente ispettore del ministero, proprietario dell'immobile, accompagnato da Rikalkov, un miliardario russo, che lo vorrebbe acquistare. In realtà quel luogo è ancora abitato da un misterioso conte che occupa abusivamente alcune celle dell’antica prigione e che si aggira in città solo di notte. La presenza dei due forestieri mette in agitazione l’intera comunità di Bobbio che sotto la guida del “conte” tenta di vivere, grazie a frodi e sotterfugi, ostacolando in ogni modo la modernità che avanza inesorabilmente.

## Produzione
Una produzione Italia-Francia-Svizzera. Prodotto da Simone Gattoni per Kavac Film, da Beppe Caschetto per IBC Movie, da Fabio Conversi per Barbary Films, da Tiziana Soudani per Amka Films, da Gabriella De Gaia per Radiotelevisione svizzera - 2014.

## Promozione
Il primo trailer del film è stato diffuso il 29 luglio 2015.

## Riconoscimenti
- 2016 - Nastro d'argento
  - Candidatura a Migliore fotografia a Daniele Ciprì
  - Candidatura a Migliori costumi a Daria Calvelli
  - Candidatura a Migliore colonna sonora a Carlo Crivelli
- 2016 - Globo d'oro
  - Miglior musica a Carlo Crivelli
  - Candidatura a Miglior fotografia a Daniele Ciprì
- 2015 - Mostra internazionale d'arte cinematografica di Venezia
  - Premio FIPRESCI: Miglior film Venezia 72
  - Candidatura al Leone d'oro a Marco Bellocchio